# Sitio de Vitoria (1834)
El Sitio de Vitoria de 1834 fue un enfrentamiento entre el ejército sitiador carlista y el defensor isabelino en el ámbito de la Primera Guerra Carlista el 16 de marzo de 1834 en la ciudad de Vitoria.

## Antecedentes
Al fallecer Fernando VII el 27 de septiembre de 1833, dejando como sucesora en el trono de España a su hija Isabel II, hubo levantamientos a favor de que Carlos María Isidro de Borbón, hermano del rey fallecido, ocupase el trono. Estos partidarios fueron llamados carlistas, siendo conocido Carlos María Isidro de Borbón como "Pretendiente"; mientras que los partidarios de la Reina fueron llamados indistintamente "isabelinos", "cristinos" y "liberales". Las rebeliones carlistas sólo se afianzaron en el reducido territorio cercano al río Ega en Navarra, creándose batallones bajo las órdenes de Tomás de Zumalacárregui, antiguo oficial del rey difunto. Durante el año 1834 también se fueron formando batallones carlistas, siempre organizados por antiguos oficiales, en las provincias de Álava, Guipúzcoa y Vizcaya. Paralelamente se crearon en estas provincias Juntas y Diputaciones civiles para hacerse cargo de la recaudación de impuestos y proveer con alimentos, armas y ropa a los combatientes. Los ejércitos creados aceptaron como comandante supremo a Zumalacárregui, siendo su modo de combatir el de la guerrilla, no consiguiendo hasta finales de abril de 1835 tener posesión de localidad alguna en el territorio en el que actuaban. Pero la abrumadora victoria que obtuvieron en la acción de Artaza obligó al ejército isabelino a retirarse a la orilla Sur del río Ebro, a abandonar las guarniciones establecidas en numerosas localidades de la comarca en la que actuaban las guerrillas carlistas y a recluirse en Bilbao, Pamplona, San Sebastián, Vitoria y algún pequeño puerto de mar. Ante esta situación, las tropas de Zumalacárregui ocuparon en seis semanas casi totalmente las provincias de Vizcaya, Álava y Guipúzcoa. Debido a esto, Vitoria se convirtió en un enclave isabelino en territorio carlista.

## El sitio
Al amanecer del 16 de marzo de 1834, un día de niebla, 3.500 hombres y 200 caballos salen de Otazu, donde han pasado la noche acampados, y se dirigen a Vitoria. Tras ocupar los altos de Santa Lucía (la zona de Los Astrónomos) inician el asalto a la capital por las cuatro puertas, defendidas por 350 soldados de la recién creada Milicia Urbana -formada por tres compañías de fusileros, una de cazadores y otra de granaderos-. Están acuartelados también otros 750 soldados de infantería y 136 de caballería. Los manda el mariscal de campo Joaquín de Osma. El combate se extiende al centro urbano y las vanguardias carlistas llegan a la Cuesta de San Francisco y ocupan algunas casas de la calle de la Herrería. Las cosas pintan muy mal para los defensores que se defienden valientemente y hacen más de 40 muertos a los atacantes. Pero los «adictos» que esperaba el general carlista que le ayudasen desde el interior de la ciudad aparentemente no aparecieron. Entonces llegan noticias de que un ejército al mando de Espartero viene desde Miranda.
Zumalacárregui se queda con las ganas y sabe que tiene que abandonar la ciudad hacia el Este, por donde ha venido. Durante el ataque envió un escuadrón de caballería y dos compañías de infantería a Gamarra Mayor donde se había atrincherado un destacamento liberal de Celadores de Álava que tuvo 50 muertos. También se coge prisioneros a 120 de estos voluntarios o francos peseteros. 

## Desenlace
Tras esta derrota Zumalacárregui decidió marchar a Vizcaya, con la intención de sitiar Bilbao, lugar en el que moriría por las heridas causadas por un disparo. Antes de marchar ordenó el fusilamiento de 120 celadores en Heredia, aunque finalmente, 2 lograron salvarse. 
La reina gobernadora Cristina premió el esfuerzo de los vitorianos liberales con el regalo de una bandera y de la cifra coronada de Isabel II en el escudo de la ciudad. Aparte de esto, la ciudad se amuralló mejor y se crearon cuerpos de infantería mejor entrenados.